# Felicia Stancil
Felicia Stancil (* 18. Mai 1995 in Antioch) ist eine US-amerikanische Radrennfahrerin, die im BMX-Rennsport aktiv ist. 2022 war sie Weltmeisterin dieser Disziplin.

## Sportlicher Werdegang
Stancil begann in frühester Kindheit mit dem BMX-Fahren, zumal bereits ihr Vater diesen Sport professionell ausübte. In Kindheit und Jugend war sie fast jedes Jahr in ihrer Altersklasse bei den Challenges siegreich, die anlässlich der BMX-Weltmeisterschaften ausgefahren werden. Als Juniorin schließlich wurde sie 2012 und 2013 jeweils Weltmeisterin sowohl im Zeitfahren als auch im Einzelrennen.
In ihrem ersten Jahr in der Elite war sie Dritte bei den nordamerikanischen Meisterschaften; im BMX-Weltcup hatte sie mit einem zweiten Platz ihre erste Podiumsplatzierung. Im Jahr darauf, bei den Panamerikanischen Spielen, gewann sie die Goldmedaille.
Stancil entwickelte sich in der Folge zu einer der konstantesten Fahrerinnen der BMX-Szene; von 2018 bis Anfang 2024 erreichte sie bei 28 Weltcup-Teilnahmen nur einmal nicht das Finale. Insgesamt stand sie bislang 14 Mal auf dem Podium, aber nur einmal (2021 in Sakarya) auf der höchsten Stufe. Ihre beste Ergebnisse in der Gesamtwertung waren der zweite Platz 2019 und der dritte Platz 2021.
Die nationalen Meisterschaften konnte sie 2019 gewinnen, auch hier hatte sie zahlreiche zweite und dritte Plätze, meistens hinter Alise Willoughby. Im olympischen BMX-Rennen 2021 kam sie bis ins Finale und dort auf den vierten Platz.
Bei Weltmeisterschaften in der Elite erreichte sie 2015, 2019 und 2021 das Finale, jeweils ohne Medaillengewinn. 2022 schließlich erzielte sie mit dem Gewinn der Weltmeisterschaften den größten Erfolg ihrer Karriere. Bei den Weltmeisterschaften 2024 stand sie zum fünften Mal im Finale und wurde Vierte. Beim olympischen BMX-Rennen 2024 schied sie überraschend schon im Viertelfinale aus.

## Erfolge
2012
 Junioren-Weltmeisterin – Einzelrennen, Zeitfahren
2013
 Junioren-Weltmeisterin – Einzelrennen, Zeitfahren
2014
 Nordamerikanische Meisterschaften
2015
 Panamerikaspiele
2019
 US-amerikanische Meisterin
2021
ein Weltcup-Sieg
2022
 Weltmeisterin